# Johann Faccius
Johann Faccius (Johannes (Andreas) Faccius, latinizzato da Johann Andreas Fack; Bad Salzungen, 29 novembre 1698 – Rödental, 27 novembre 1775) è stato un teologo, filosofo e filologo tedesco di fede luterana.
Diede alle stampe un'edizione commentata della biografia di Spinoza curata da Johannes Colerus e difese il filosofo Christian Wolff dall'accusa di spinozismo.

## Biografia
Figlio di un maestro di scuola, Johann Faccius nacque il 29 novembre 1698 a Witzelroda, vicino a Bad Salzungen, nel Ducato di Sassonia-Meiningen. Frequentò il ginnasio Casimirianum di Coburgo e successivamente studiò presso l'Università di Jena e quella di Halle. Terminati gli studi, inizialmente lavorò come insegnante finché nel 1728 fu nominato parroco a Schottenstein. Lì sposò Johanna Christina Laudenbach († 1754), figlia del suo predecessore Johann Caspar Laudenbach (1668–1730). Nel 1736 fu nominato parroco di Weißenbrunn vorm Wald (oggi frazione del comune di Rödental) nel Ducato di Sassonia-Coburgo-Saalfeld, dove rimase fino alla morte.

## Attività
Le sue prime opere apparvero in forma anonima, mentre a partire dal 1759 usò lo pseudonimo di Johann Baptista Silvester.
La sua prima pubblicazione fu un commento della famosa biografia di Spinoza curata da Johannes Colerus. Mediante quest'opera perseguì segretamente lo scopo di difendere dall'accusa di spinozismo il filosofo Christian Wolff, che era stato espulso dall'Università di Halle e presso il quale egli aveva studiato. Compose uno scritto in sua difesa, che gli dedicò e fu dato alle stampe in forma anonima con il titolo Vernünftige und bescheidene Anmerckungen über die, wider die Wolffische Philosophie (...) geführte Strittigkeiten (Appunti razionali e umili sulle dispute condotte contro la filosofia wolffiana).
Nella sua successiva opera teologica, Faccius si occupò principalmente dell'interpretazione dell'Apocalisse di San Giovanni in relazione con il pietista Johann Albrecht Bengel, originario del Württemberg.

## Opere
- (anonimo:) Leben des Bened. von Spinoza, aus denen Schrifften dieses beruffenen Welt-Weisens und aus dem Zeugniß vieler glaubwürdigen Personen, die ihn besonders gekannt haben, gezogen und beschrieben von Johann Colero, ehemaligen Prediger der Evangelischen Gemeinde in Haag; Nunmehro aber aus dem Frantzösischen ins Hoch-Teutsche übersetzet, und mit verschiedenen Anmerckungen vermehret. Francoforte, Lipsia 1733 (copia digitale). Ristampa con il titolo: Das Leben des Benedict von Spinoza. Nell'antica traduzione tedesca con introduzione e note ed. di Carl Gebhardt. Weißbach, Heidelberg 1952.
- (anonimo:) Vernünftige und bescheidene Anmerckungen über die, wider die Wolffische Philosophie, und sonderlich die Metaphysic oder Haupt-Wissenschaft erregte, und bisher mit groser Heftigkeit geführte Strittigkeiten. Francoforte, Lipsia 1736 (copia digitale). Ristampa: Stefan Borchers  (a cura di): Vier Schriften zum Ende von Wolffs erster Lehrperiode an der Universität Halle. Georg Olms, Hildesheim/Zurigo/New York 2012 (= Christian Wolff, Gesammelte Werke. serie III: Materialien und Dokumente. vol. 130), ISBN 978-3-487-14321-7, pp. 65–200.
- Commentatio theologico-prophetica de magno ecclesiae Christianae incremento, nondum quidem imminente, attamen certe sperando. Georg Otto, Coburgo 1756 (copia digitale).
- Ausführliche so wol Exegetische, als auch Historische Einleitung in die heut zu Tag höchst nöthige Erkentnis, der drey grosen, in der hohen Offenbarung, beschriebenen Widersacher Jesu Christi, nemlich des Thiers aus dem Meer und Abgrund, des Thiers aus der Erden und der grosen Hure Babylon; wie auch der drey wider selbige zeugenden Engel, nebst einem Anhang von den zwey grosen und in unser Zeitalter fallenden Gerichten Gottes, der Ernte der Erden und der Weinlese, allen evangelischen Christen zum heilsamen Unterricht ausgefertiget und ans Licht gestellet von Johann Baptista Silvester, Diener des göttlichen Wortes. ^Francoforte, Lipsia 1759 (copia digitale).
- Prophetische Ergezungen über die gewis zu erwartende Vollendung des erfreulichen Geheimnisses Gottes, Offenb. X, 6.7. Und viele andere damit verbundene Wunder-Dinge; für fromme und Gottes Wort liebende Seelen ans Licht gestellet von von Johann Baptista Silvester. Francoforte, Lipsia 1761 (copia digitale).
- Lezte Begebenheiten der Welt: aus der göttlichen Offenbarung vorgetragen von Johann Baptista Silvester. Francoforte, Lipsia 1762 (copia digitale).
- Himlische Ergezlichkeiten: Oder Schrift- und Vernunftmäßige Gedanken von der Ewigen Seligkeit der Auserwehlten im Himmel, mit vielen erbaulichen Anwendungen ans Licht gestellet von Johann Baptista Silvester. Francoforte, Lipsia 1763 (copia digitale).